# Josep Llaudó Majoral
Josep Llaudó Majoral (Olopte, Cerdanya, 4 d'octubre de 1923 - Vilafranca del Penedès, Alt Penedès, 23 d'abril de 1984) va ser un mecànic, fotògraf, excursionista i escalador català.
Des dels quatre anys, quan s'hi traslladà amb la seva família des de la Cerdanya natal, va residir a Barcelona. Professionalment s'especialitzà com a mecànic de pròtesis de braços i cames i va treballar a l'Obra Social de la Caixa de Pensions.
S'inicià en l'excursionisme com a membre del Centre Excursionista Àliga, de les Corts, on s'encarregà del butlletí i reuní una important biblioteca, presidí la secció de cultura. Va col·laborar en la creació de l'Arxiu Bibliogràfic Excursionista de la UEC, entitat que li publicà el llibre Pics de més de 2.000 metres. Pirineu Català, sector oriental (Rafael Dalmau editor, 1964). A la UEC de Barcelona, entre els anys 1948 i 1949, assistí als cursets d'Iniciació Excursionista. Vinculat al Centre Excursionista de Catalunya. Fou un estudiós de la masia catalana i es va encarregar de la gestió de l'arxiu de l'Estudi de la Masia, al qual aportà una extensa informació històrica i geogràfica de la Cerdanya. Va dirigir la revista "Muntanya" del Centre Excursionista de Catalunya entre els anys 1970 i 1976. Va ser un expert fotògraf, i com a tal va consolidar un important arxiu d'imatges relacionades amb la muntanya, que l'any 1996 foren donades a l'Arxiu Fotogràfic del Centre Excursionista de Catalunya. També es va dedicar a l'escalada, fent la primera ascenció a l'Agulla de Bot, on va intervenir en l'obertura del primer itinerari. També fou soci de la Societat Catalana de Geografia.
Durant el franquisme, el seu catalanisme el va portar, l'any 1949, a deixar notes escrites en català als cims de les muntanyes que coronava amb els excursionistes Joaquim Cabeza, i els germans Cosme i Josep Milà Atset. Per aquest fet tots foren empresonats, jutjats i condemnats, entre altres penes, a no poder pertànyer a cap centre excursionista.